# Francesco Cocco Ortu (1912)
Pour les articles homonymes, voir Francesco Cocco-Ortu.
Francesco Cocco-Ortu (Cagliari, 28 avril 1912 - Cagliari, 16 janvier 1969) était un homme politique et un avocat italien.

## Biographie
Petit-fils de l'éponyme Francesco Cocco-Ortu, ministre du royaume d'Italie, il adopte dès son plus jeune âge une attitude hostile au fascisme. À la chute du régime, il devient un dirigeant du parti libéral italien (Partito Liberale Italiano - PLI) en Sardaigne. Élu député lors de la  première législature dans les rangs du PLI, il n'est pas reconfirmé lors de la législature suivante mais devient conseiller régional, sauf à démissionner pour tenter à nouveau, avec succès, d'être élu au Parlement. De retour à Rome, il siège à nouveau à Montecitorio pendant toute la IVe législature et pendant quelques jours de la Ve lorsqu'il meurt subitement.
Cocco-Ortu est également l'un des fondateurs de Rivoluzione Liberale, un périodique politique paru entre 1945 et 1947, ainsi que conseiller et secrétaire national adjoint de son parti ; en 1954, il est proposé par l'aile gauche du parti pour le poste de secrétaire, mais est battu de quelques voix par Francesco Malagodi.

## Nominations
- Membre de la 1ère Commission (Affaires intérieures) (1ère législature)
- Membre de la IIe Commission (Affaires extérieures) (1ère législature)
- Membre de la 3ème Commission (Justice) (1ère législature)
- Membre de la Xe Commission (Industrie et Commerce) (1ère législature)
- Membre de la commission spéciale pour l'examen du projet de loi Fadda ed altri n.1513 : "Règlement en Sardaigne de la surpopulation d'autres régions par la valorisation des ressources agricoles et industrielles de l'île". Istituzione dell'opera per la valorizzazione della Sardegna" (I législature)
- Membre de la commission spéciale pour l'examen du projet de loi n° 2442 : "Ordre et attributions du Conseil national de l'économie et du travail" (I législature)
- Membre de la Commission spéciale pour l'examen du projet de loi n° 3077 : "Ratification et exécution des accords internationaux pour la création de la Communauté européenne de défense" (I législature)
- Membre de la commission d'enquête chargée d'examiner la validité des accusations portées contre le député Spallone (1ère législature)
- Membre de la Commission de l'article 1, loi 681 du 23 août 1949 (1ère législature)
- Membre de la commission parlementaire de contrôle de la radiodiffusion (1ère législature)
- Membre de la I Commission (Affaires constitutionnelles) (IV, V législature)
- Membre du IVe Comité (Justice) (IVe législature)

## Sources
- (it) Cet article est partiellement ou en totalité issu de l’article de Wikipédia en italien intitulé « Francesco Cocco Ortu (1912) » (voir la liste des auteurs).